# Liban na Zimowych Igrzyskach Olimpijskich 2002
Liban na Zimowych Igrzyskach Olimpijskich 2002 reprezentowało dwoje zawodników.

## Narciarstwo alpejskie
- Niki Fuerstauer (slalom gigant - dyskwalifikacja)
- Chirine Njeim (slalom gigant - 45. miejsce, slalom - 36. miejsce)